# Darren Mew
Darren Mew (Newport, 12 de diciembre de 1979) es un deportista británico que compitió en natación, especialista en el estilo braza.

## Carrera deportiva
Ganó dos medallas de bronce en el Campeonato Mundial de Natación en Piscina Corta, en los años 1999 y 2000, y seis medallas de bronce en el Campeonato Europeo de Natación en Piscina Corta entre los años 1998 y 2006.
Participó en dos Juegos Olímpicos de Verano, ocupando el octavo lugar en Sídney 2000 (4 × 100 m estilos) y el séptimo en Atenas 2004 (100 m braza).

## Palmarés internacional
| Campeonato Mundial en Piscina Corta | Campeonato Mundial en Piscina Corta | Campeonato Mundial en Piscina Corta | Campeonato Mundial en Piscina Corta |
| Año                                 | Lugar                               | Medalla                             | Prueba                              |
| ----------------------------------- | ----------------------------------- | ----------------------------------- | ----------------------------------- |
| 1999                                | Hong Kong (China)                   | Medalla de bronce                   | 4 × 100 m estilos                   |
| 2000                                | Atenas (Grecia)                     | Medalla de bronce                   | 4 × 100 m estilos                   |
| Campeonato Europeo en Piscina Corta |                                     |                                     |                                     |
| Año                                 | Lugar                               | Medalla                             | Prueba                              |
| 1998                                | Sheffield (Reino Unido)             | Medalla de bronce                   | 4 × 50 m estilos                    |
| 1999                                | Lisboa (Portugal)                   | Medalla de bronce                   | 4 × 50 m estilos                    |
| 2000                                | Valencia (España)                   | Medalla de bronce                   | 100 m braza                         |
| 2001                                | Amberes (Bélgica)                   | Medalla de bronce                   | 50 m braza                          |
| 2003                                | Dublín (Irlanda)                    | Medalla de bronce                   | 100 m braza                         |
| 2006                                | Helsinki (Finlandia)                | Medalla de bronce                   | 50 m braza                          |